# Stuart A. Lipton
Stuart Arthur Lipton (* 11. Januar 1950 in Danbury (Connecticut))  ist ein US-amerikanischer Neurowissenschaftler.
Lipton studierte an der Cornell University mit dem Bachelor-Abschluss 1971 und an der University of Pennsylvania, mit dem M. D.-Abschluss in Medizin 1977 und der Promotion (Ph. D.) in Biophysik und Biochemie im selben Jahr. Es folgte die Facharztausbildung als Neurologe (Residency) an verschiedenen Bostoner Krankenhäusern (Massachusetts General Hospital, Brigham and Woman’s Hospital, Beth Israel Hospital, Children’s Hospital). Er forschte danach im Labor von Torsten Wiesel an der Harvard Medical School (1980 bis 1983) und war Assistant Professor am Beth Israel Hospital in Boston. 
Von 1987 bis 1997 war er Direktor des Labors für zelluläre und molekulare Neurowissenschaften am Childrens Hospital Boston und gleichzeitig Associate Professor an der Harvard Medical School und Neurologe am Brigham und Woman’s Hospital Boston. 
Ab 1999 war er Professor und Direktor des Sanford-Burnham Medical Research Institute (früher Burnham Institute) in La Jolla. Außerdem ist er Adjunct Professor an der University of California, San Diego, am Scripps Research Institute und am Salk Institute for Biological Studies. 
Er untersucht in seinem Labor die molekularen Mechanismen neurodegenerativer Erkrankungen und der neuronalen Auswirkungen von Schlaganfällen und Aids. 
Ihm gelang mit Kollegen die Entdeckung (1993) und Klonierung des Transkriptionsfaktors MEF2C, der die Differenzierung von Stammzellen zu Nervenzellen in der Embryogenese bewirkt. 
Seine Gruppe entwickelte das erste Medikament, das als Antagonist zum Glutamat-Rezeptor wirkt (Memantin). Es wurde als Alzheimer-Medikament zugelassen.
Mit Kollegen entdeckte er den Mechanismus der S-Nitrolysation, bei der Proteine durch Stickstoffmonoxid modifiziert werden.
2004 erhielt er den Ernst Jung-Preis.